# 王勇 (1955年6月)
王勇（1955年6月—），男，江苏人，中华人民共和国外交官，曾任中华人民共和国驻伊拉克共和国特命全权大使。